# Kaplica św. Mikołaja i św. Łucji w Buskett (Siġġiewi)
Kaplica świętego Mikołaja i świętej Łucji (malt. Il-kappella ta' San Nikola u Santa Luċija, ang. Chapel of Saint Nikolas and Saint Lucy) – niewielka rzymskokatolicka kaplica w miejscu znanym jako Ġnien il-Far na zadrzewionym terenie ogrodów Buskett, pomiędzy Rabatem i Siġġiewi na Malcie. Administracyjnie kaplica leży w granicach Siġġiewi.
Kaplica znajduje się niedaleko pałacu Verdala, oficjalnej letniej rezydencji prezydenta Malty.

## Historia
Pierwotnie stały w tym miejscu dwie przylegające do siebie kaplice, odpowiednio pod wezwaniem św. Mikołaja oraz św. Łucji. Nic nie wiadomo o czasie ich powstania. Kiedy w 1575 Mons. Pietro Dusina je wizytował, nakazał połączenie ich w jeden kościół, stąd też podwójna dedykcja. Z czasem kościół popadł w ruinę, w 1706 został odbudowany przez niejakiego Agostino Agiusa.

Według raportu biskupa Davide Cocco Palmieri, który wizytował kościół w latach 1708–10, kaplica była dobrze zarządzana i miała jeden ołtarz. Był tam obraz namalowany na drewnie, przedstawiający Matkę Bożą z Dzieciątkiem, oraz św. Mikołaja i św. Łucję, a także herb fundatora – wspomnianego Agostino Agiusa. Przed ołtarzem wisiała lampka. W kaplicy odprawiane były msze święte w święta jej patronów.

Przed II wojną światową księża z Rabatu śpiewali nieszpory oraz odprawiali mszę św. 6 grudnia w święto św. Mikołaja, oraz 13 grudnia w dzień św. Łucji. Podczas wojny kaplica stanowiła schronienie dla uchodźców; na szczęście uniknęła zniszczenia.

Po wojnie, w 1944 kaplica została przekazana w użytkowanie zakonowi augustianów z Rabartu. Zaniedbana, została odnowiona i powtórnie poświęcona w 1960 przez ks. Rafaela Azzopardi. Odbywała się tam nauka katechizmu, kaplica służyła też jako miejsce rekolekcji.

W latach sześćdziesiątych XX wieku obraz tytularny w kaplicy przedstawiał Chrystusa z otwartymi ramionami, oraz św. Mikołaja i św. Publiusza klęczących przed nim. Autorem obrazu był maltański malarz Ġużeppi Briffa. Po bokach ołtarza znajdowały się mniejsze malowidła przedstawiające św. Mikołaja oraz św. Łucję.

## Architektura

### Wygląd zewnętrzny
Kaplica, dziś trochę zaniedbana, jest prostokątna w kształcie. Fasada jest prosta, ale przyjemna. Nad centralnym prostokątnym wejściem, okolonym zdobioną ramą i zwieńczonym prostym gzymsem, znajduje się okrągłe wole oko, przez które wnika do wnętrza kaplicy świeże powietrze i światło. Nad tym oknem umieszczone są cztery kamienne herby. Najwyższy należy do wielkiego mistrza Martina de Redin, dwa niżej umieszczone to herb wielkiego mistrza Juana de Lascaris-Castellara po lewej, oraz biskupa Miguela Balaguera po prawej. Najniżej umieszczony jest herb rodzin Agius oraz Xerri. Na szczycie fasady, ponad najwyżej umieszczonym herbem umieszczony jest kamienny krzyż. Nisko, po obu stronach wejścia widoczne są dwa niewielkie okna, zablokowane dziś kamieniami. Kiedyś wykorzystywane były do adoracji Najświętszego Sakramentu przez wiernych w czasie, gdy kaplica była zamknięta.

Ponad lewą elewacją, nieco cofnięta, znajduje się mała dzwonnica w formie bell-cot.

### Wnętrze
Wysokie sklepienie kolebkowe kaplicy wspiera się na czterech łukach wyrastających z wysoko umieszczonej ramy, obiegającej wszystkie cztery ściany świątyni. Kamienny ołtarz zajmuje ścianę naprzeciw wejścia. W miejscu obrazu tytularnego niewielkie malowidło przedstawiające św. Ritę, poniżej po bokach obrazy przedstawiające św. Mikołaja oraz św. Łucję. Na bocznych ścianach niewielkie stacje Via Sagra.

## Świątynia dzisiaj
Jakiś czas przed 2016 kaplica przeszła w ręce rodziny Testaferrata Viani i miała zostać odrestaurowana. Dziś wciąż jest opuszczona. 

## Ochrona dziedzictwa kulturowego
Kaplica umieszczony jest na liście National Inventory of the Cultural Property of the Maltese Islands pod nr. 2331.